# ESNA European Higher Education News
Pour les articles homonymes, voir esna (homonymie).
ESNA ou ESNA European Higher Education News est une agence de presse et un réseau de journalistes. Son siège se situe à Berlin.

## Description
ESNA fournit un service continu d’actualités et d’informations dans le domaine de l’éducation supérieure et de la recherche en Europe. Les services de l’agence incluent une revue de presse multilingue, des dossiers thématiques, des recensions critiques de livres, un observatoire des études menées sur le domaine, l'organisation de débats, du vidéo journalisme, le podcasting ainsi que des services de traduction.

## Histoire
ESNA fait suite aux publications Letswork et WORK|OUT European Students’ Review. Letswork, un trimestriel publié pour la première fois en 1999 par l’agence berlinoise de travail temporaire pour étudiants, TUSMA, informait, en plus d’un contenu culturel et politique, les étudiants, allemands et étrangers, sur les lois du travail et de l’immigration.
En 2002, Letswork se transforme en WORK|OUT, publiée par l’association Letswork e.V. Cette nouvelle revue est distribuée dans les universités d’Allemagne, d’Italie, de France, de Pologne et d’Espagne. Elle est gratuite, multilingue et son contenu, axé sur le culturel et le politique, est écrit par des étudiants en journalisme de toute l’Europe. WORK|OUT organise ou participe à des conférences sur la politique de l'éducation en Italie, Allemagne  et en Autriche.
En 2004 et 2005, WORK|OUT gagne le prix italien Palinsesto dans la catégorie « meilleur plateforme d’information multimédia ».
2006 voit également l’émergence du site internet Europe for Students (EforS), une branche de WORK|OUT. EforS, plateforme d’échange pour étudiants européens, a été nommé « Best Web Performance » par le MLP Campus Press Award quelques mois seulement après sa mise en activité.
2008 est une année charnière, l’équipe au cœur de WORK|OUT voit ses centres d’intérêts évoluer, passant de la vie étudiante au champ plus large de la politique de l’éducation supérieure en Europe. ESNA European Higher Education News voit alors le jour et se pose en agence de presse indépendante pour la communauté universitaire et scientifique européenne.
En 2014, ESNA ajoute à ses compétences le format vidéo et collabore entre autres avec la compagnie de film italienne Caucaso. Cette collaboration comprend des productions telles que « University-Business Forum », « Documenting EUROSTUDENT V », et « Wie breit ist die Spitze? » entre autres.
Depuis 2019, ESNA a lancé le projet « United Universities of Europe » ou UUU ; il documente le développement des Alliances Universitaires Européennes.

## Thèmes Traités
ESNA traite toute information concernant les politiques d’éducation supérieure et de la recherche, son ancrage géographique est l’Europe. Les thèmes traités comprennent : les universités, l’accès à l’éducation supérieure, les cursus, diplômes et insertion professionnelle, la vie étudiante, les politiques d’éducation supérieure au niveau régional, national et international, financement et législation, le monde de l’édition scientifique et Open Access, l’histoire de l’éducation supérieure, relations internationales et marché de l’éducation, innovation et transfert des connaissances, E-Learning et MOOCs, la mobilité académique et estudiantine, le processus de Bologne, AGCS, PTCI, ainsi que les barrières linguistiques, l’inclusion, l’équité homme-femme, le classement des universités et écoles supérieures, la collaboration avec les entreprises et l'Initiative « universités européennes ».

## Contexte professionnel
La création de l’agence de presse ESNA fut inspirée par une conférence avec Peter Preston sur la liberté de la presse et l’Union européenne organisé en 2005 par WORK|OUT à Venise. L’ancien rédacteur du journal The Guardian a dit : Voilà la partie que les pères fondateurs de l'Europe ont oubliée. Nous érigeons un grand édifice nouveau de liberté mais sans une presse libre qui reflète et surveille cette croissance. Elle doit être construite, sur la base de contacts personnels et d’enthousiasme individuel. Nous devons commencer à construire notre propre opinion publique, et le temps est venu.
ESNA commença par traduire en anglais les informations sur l’éducation supérieure émanant de toute l’Europe permettant ainsi une vue d’ensemble des différents systèmes et situations. L’agence se pose comme une agence de presse spécialisée paneuropéenne aux côtés d’organismes professionnels nationaux comme Educpros en France, Duz en Allemagne, et de parutions internationales au focus anglo-saxon comme l’américaine Chronicle of Higher Education et la britannique Times Higher Education Magazine.